# Monorail de Las Vegas
El Robert N. Broadbent Las Vegas Monorail, més conegut com a Monorail de Las Vegas és un sistema de trànsit total situat a Las Vegas, Nevada, als Estats Units. És propietat de Las Vegas Monorail Company. Per estalviar impostos, el monocarril es classifica com una obra de caritat, que es permet sota llei de Nevada, ja que el monocarril proporciona un servei públic. L'estat de Nevada va ajudar al finançament del monorail, però no es van fer servir més diners públics en la construcció, pel que està exhent d'impostos.
El Monorail permet als visitants anar entre hotel i hotel de Las Vegas evitant així el clima desèrtic del carrer.

## Parades
- Sahara Station
- Las Vegas Hilton Station
- Las Vegas Convention Center Station
- Harrah's / Imperial Palace Station
- Flamingo / Caesars Palace Station
- Bally's / Paris Las Vegas Station
- MGM Grand Station
- McCarran International Airport Terminal 1 (en construcció)
- McCarran International Airport Terminal 3 (en construcció)